# Costanzana
Costanzana är en ort och kommun i provinsen Vercelli i regionen Piemonte, Italien. Kommunen hade 757 invånare (2018).